# ŽBK Minsk
ŽBK Minsk (Wit-Russisch: Женский Баскетбольный клуб Мінск) is een professionele damesbasketbalclub uit Minsk, Wit-Rusland welke speelt in de Wit-Russische Major Liga.

## Geschiedenis
De club werd opgericht in 2006 als ŽBK Minsk-2006. Tsmoki speelt zijn wedstrijden in de Hall BK Minsk-2006. Op 14 september 2012 veranderde de naam in ŽBK Tsmoki-Minsk. In 2014 won Tsmoki onder leiding van Vladimir Koloskov uit Rusland haar eerste kampioenschap. In 2015 herhaalde Ysmoki die prestatie. In 2015 won Tsmoki de finale om de Baltic League. Ze wonnen van TTT Riga uit Letland met 63-55. In 2016 stonden ze weer in de finale om de Baltic League. Nu verloren ze van Marijampolės Sūduva uit Litouwen met 57-69. In 2019 won Tsmoki de finale om de Baltic League. Ze wonnen van Dinamo Koersk 2 uit Rusland met 81-77. De grootste concurrent in eigen land is Horizont Minsk. De club is altijd sinds de oprichting bij de bovenste drie plaatsen geëindigd. In 2022 werd de club omgedoopt tot "ŽBK Minsk". 

## Verschillende namen
- 2006-2012: ŽBK Minsk-2006
- 2012-2022: ŽBK Tsmoki-Minsk
- 2022-heden: ŽBK Minsk

## Resultaten

### Staafdiagram
Het cijfer in iedere staaf is de bereikte positie aan het eind van de competitie.
| 2 |

| 3 |

| 3 |

| 2 |

| 2 |

| 3 |

| 2 |

| 1 |

| 1 |

| 2 |

| 1 |

| 1 |

| 1 |

| 1 |

| 2 |

| 3 |

| 3 |

| 1 |

| 2 |

| Wit-Russische Major Liga |

| Wit-Russische Major Liga |

## Erelijst
- Landskampioen Wit-Rusland: 7
  - Winnaar: 2014, 2015, 2017, 2018, 2019, 2020, 2024
  - Tweede: 2007, 2010, 2011, 2013, 2016, 2021, 2025
  - Derde: 2008, 2009, 2012, 2022, 2023

- Bekerwinnaar Wit-Rusland: 5
  - Winnaar: 2010, 2016, 2017, 2018, 2019
  - Runner-up: 2006, 2011, 2013, 2014, 2015, 2021, 2023, 2024

- Baltic League: 2
  - Winnaar: 2015, 2019
  - Runner-up: 2016

## Bekende (oud)-coaches
- Vladimir Koloskov (2013-2014)
- Andrej Vavlev

## Bekende (oud)-spelers
- Ksenija Voishal
- Maryja Papova
- Volha Zjoezkova
- Olga Vasjkevitsj
- Volha Padabed